# Galerie Středočeského kraje

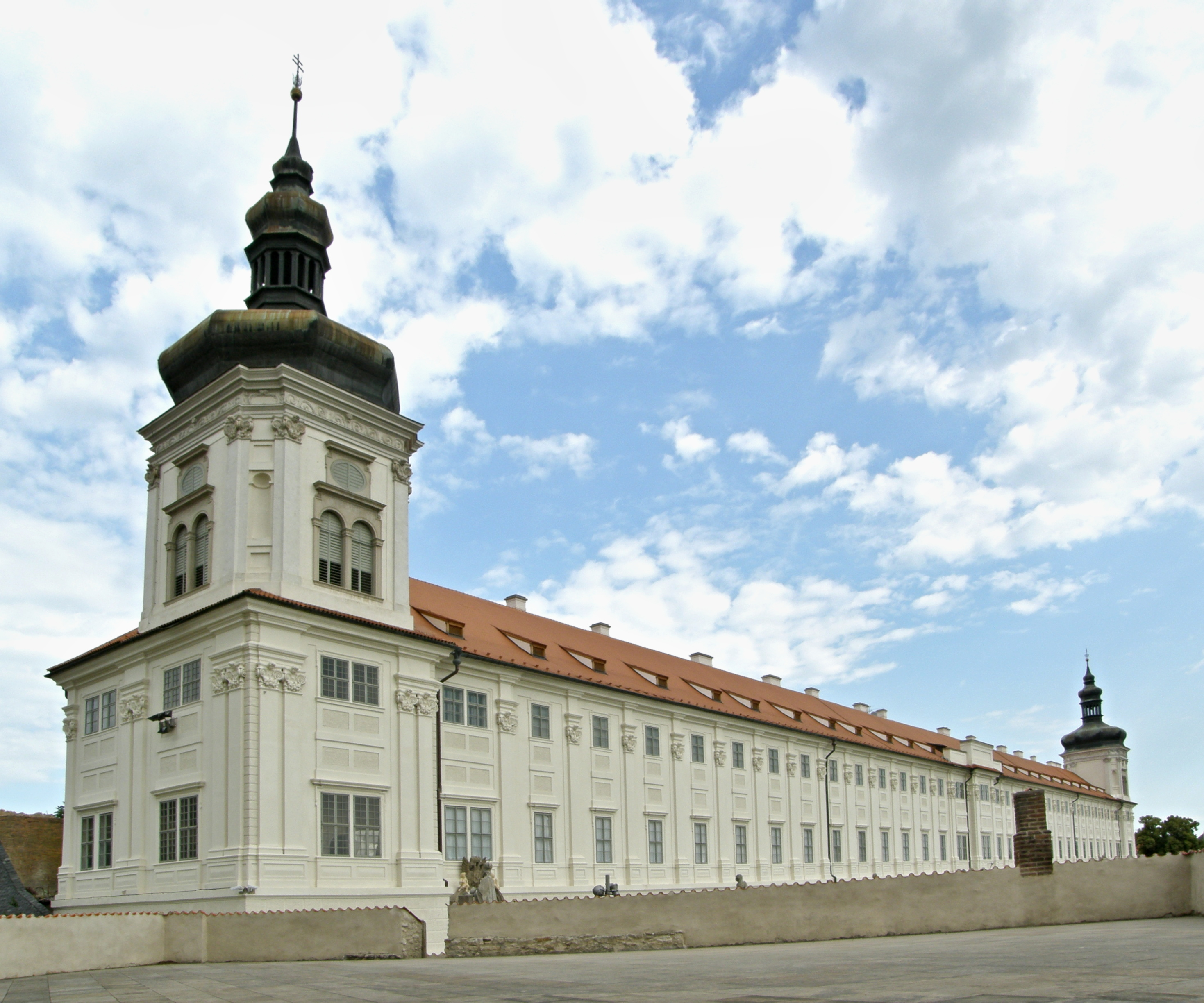
Galerie Středočeského kraje v Kutné Hoře (GASK), východní a jižní křídlo jezuitské koleje

Galerie Středočeského kraje (GASK) sídlí v prostorách zrekonstruované barokní budovy bývalé Jezuitské koleje v Kutné Hoře. Je následníkem Českého muzea výtvarných umění v Praze. Pečuje o bezmála 10 000 sbírkových předmětů (maleb, kreseb, grafik, soch, fotografií a děl z oblasti tzv. nových médií). Ve sbírkách má asi 3 000 obrazů, 600 plastik a soch, 2 000 kreseb a 3 000 grafik. Od roku 2009 je příspěvkovou organizací Středočeského kraje.
Středočeská galerie vznikla roku 1964 vyčleněním ze Střediska státní památkové péče a ochrany přírody Středočeského kraje (SSPPOPSK) a do roku 1971 měla stálou expozici na zámku v Nelahozevsi. Od svého založení se zaměřila především na výtvarné umění 20. a 21. století. V letech 1971–2009 sídlila v trojici rekonstruovaných středověkých domů v Husově ul. 19–21, Praha 1. Od roku 1993 zde působila pod změněným názvem České muzeum výtvarných umění v Praze, aby se vymezila proti období normalizace, které znamenalo přerušení jejího rozvoje a ideovou likvidaci původní koncepce. Galerie v té době neměla vyhovující prostory pro prezentaci sbírek a vystavovala mimo jiné v Karolinu a v Domě U Černé Matky Boží. Roku 1998 získala jako své budoucí sídlo Jezuitskou kolej v Kutné Hoře a její správa přešla roku 2001 z Ministerstva kultury zpět na Středočeský kraj. Po přestěhování do Kutné Hory změnila název na Galerie Středočeského kraje v Kutné Hoře (GASK).

## Historie galerie
Poválečné obnovení krajů v Československu od 1. ledna 1949 umožnilo vznik systému krajských galerií. Tehdejší Pražský kraj zahrnoval hlavní město Prahu i Středočeský kraj a příslušnou galerií byla podle ministerské směrnice z roku 1952 Národní galerie v Praze. Středočeský kraj tak jako jediný zůstal bez vlastní galerijní instituce. Ta mohla vzniknout až po reorganizaci státní správy roku 1960, kdy byl ustaven samostatný Středočeský kraj.

### 1960–1971
Nejstarší část sbírkového fondu nakoupilo v letech 1960-1963 Středočeské středisko památkové péče, v němž byla vyčleněna pracovní skupina připravující založení budoucí galerie. Tajemníkem nákupní komise byl tehdy historik Miloš Suchomel a za SČVU byl členem komise od roku 1961 historik umění Miroslav Lamač (1961-1962 předseda komise). Oba se zasloužili o nákup děl významných autorů předválečné moderny, zejména Osmy, Tvrdošíjných, skupiny 42 a surrealistů. Suchomel prosazoval i nákupy starého umění a zároveň spolu se svou kolegyní Olgou Preisnerovou navštěvoval ateliéry umělců, které komunistický režim považoval za nežádoucí. Trvale tak ovlivnil charakter sbírky a navzdory tehdy platným směrnicím KSČ z 50. let i názorům režimních funkcionářů v komisi, jejichž úkolem byl dohled nad ideovou nezávadností umění, prosadil nákup některých děl moderního umění. Do roku 1963 se složení nákupní komise obměnilo a podařilo se zakoupit práce některých nejvýznamnějších mladých výtvarníků. Roku 1963 byla sbírka rozšířena o poměrně kvalitní soubor děl, vyřazených na příkaz Ministerstva kultury jako podřadná nebo politicky problematická, ze sbírek Národní galerie.
Miloš Suchomel se svými spolupracovníky připravil roku 1963 několik výstavních projektů v kulturních domech a na jeho popud Středočeský KNV vyčlenil v prosinci 1963 Středočeskou galerii delimitací z SSPPOPSK jako samostatnou rozpočtovou organizaci. Její sbírky měly být původně instalovány na zámku Konopiště nebo na zámku v Mělníku či Lysé nad Labem. O umístění expozice na zámku v Nelahozevsi bylo rozhodnuto až těsně před založením galerie koncem roku 1963. Zámek přešel do správy Středočeské galerie roku 1967 v havarijním stavu a až do roku 1992 byl průběžně rekonstruován. Sloužil jako depozitář a postupně rozšiřované výstavní prostory umožnily vystavit prakticky veškerá nově získaná díla. Administrativní sídlo galerie bylo do roku 1971 v budově středočeského KNV v Praze.
Miloš Suchomel byl jmenován ředitelem v lednu 1964 a při prvním zasedání nákupní komise v květnu 1964 představil koncepci plánované expozice moderního umění v Nelahozevsi. Kvůli připravované výstavě Roberta Piesena, jehož obrazy se zdály cenzurnímu orgánu a poté schvalujícímu Odboru školství a kultury SKNV „příliš abstraktní a nesrozumitelné“, byl v červenci téhož roku po sedmi měsících působení ve funkci Miloš Suchomel odvolán a výstava zrušena.
Jako odborný pracovník galerijní skupiny SSPPOPSK a kurátor prvních výstav (Otto Gutfreund, Jaroslav Vožniak) působil ve Středočeské galerii od roku 1963 Jiří Kohoutek. Ten byl jmenován ředitelem po Miloši Suchomelovi a stal se autorem první stálé expozice českého moderního umění, otevřené roku 1964 na zámku v Nelahozevsi. Za působení Jiřího Kohoutka Středočeská galerie v letech 1964-1971 intenzivně budovala sbírkový fond českého moderního umění, kterým doplňovala expozici. Odborným poradcem ředitele byl Antonín Hartmann, který se s mnoha umělci osobně znal. V letech 1964–1966 byl předsedou nákupní komise Jindřich Chalupecký a v 60. letech byli členy komise také Josef Hlaváček, Jaromír Zemina nebo Zdeněk Palcr. Díky příznivější politické atmosféře, relativní volnosti při výběru a dobrému finančnímu zázemí se v letech 1964-1967 podařilo zakoupit přes 1 500 uměleckých děl. Nákupní komise zasedala někdy dvakrát ročně a prosadila i díla autorů, která předchozí komise nedoporučily. Jádrem sbírky byla kvalitní díla surrealistického a imaginativního umění, nakoupená v 60. letech ze soukromých sbírek. Až do roku 1966, kdy Národní galerie reinstalovala moderní sbírky, byla tato expozice největší prezentací českého poválečného umění. Ředitel Jiří Kohoutek musel čelit stálému politickému tlaku úředníků KNV, kteří roku 1966, po inspekci expozice sbírky moderního umění Středočeské galerie, navrhovali jeho odvolání.
Podle usnesení ideologické komise KSČ z roku 1965 měla být sbírka Středočeské galerie rozdělena do několika specializovaných expozic na hrad Křivoklát (středověké umění), zámek Mělník (renesanční a barokní umění) a zámek Nelahozeves (moderní umění). Během 60. let byly pod správou Středočeské galerie zřízeny stálé výstavní prostory také v Mladé Boleslavi, Kolíně, Kladně a Příbrami a vznikly pamětní expozice Zdenka Rykra a Rudolfa Kremličky v Kolíně, Václava Rabase v Rakovníku a Jiřího Karse ve Velvarech. V roce 1969 zabírala expozice moderního umění Středočeské galerie dvě patra zámku v Nelahozevsi a stala se spolu s instalací v Alšově jihočeské galerii největší krajskou galerií českého umění 20. století. Zámek nebyl zařízen pro celoroční provoz a expozice byla otevřena pouze od května do října.
V Nelahozevsi byla dočasně uložena také Lidická sbírka, která vznikla z darů zahraničních umělců a roku 1967 přešla pod správu Středočeské galerie. Koncem 60. let čítala 350 děl, mezi jiným dary Gerharda Richtera, Josepha Beuyse nabo Sigmara Polke. Pro ni měla být zřízena samostatná budova přímo v Lidicích. Architektonická soutěž, vypsaná roku 1968, vybrala projekt arch. Vladimíra Langra, stavba galerie však nakonec byla roku 1970 zastavena a sbírka byla přechodně vystavena v Nelahozevsi. Roku 2003 byl pro Lidickou sbírku adaptován kulturní dům v Lidicích.
Pro své administrativní sídlo a nové výstavní prostory Středočeská galerie zakoupila a od roku 1969 rekonstruovala tři středověké domy v Husově ulici v Praze.

### 1970–1989
Po okupaci v srpnu 1968 nastoupila tvrdá normalizace a nová nákupní komise již roku 1970 odmítla schválit nákup některých děl. Delegáti XIV. sjezdu KSČ v roce 1971 se shodli na tom, že koncepční zaměření galerie na umění 20. století není vhodné. Jiří Kohoutek, který odmítal respektovat nařízení KNV a přehodnotit expozici z „nových ideově politických hledisek“ (zůstala vystavena i díla umělců, kteří po okupaci emigrovali), byl 1. prosince 1971 odvolán ještě před otevřením nově rekonstruovaného sídla Středočeské galerie v Husově ulici v Praze. Na jeho místo dosadil již „konsolidovaný“ Svaz výtvarných umělců malíře Vladimíra Brehovszkého a jako jeho odborného náměstka Jiřího M. Boháče. Oba odmítli předchozí koncepci galerie, přeinstalovali expozici v Nelahozevsi a s cílem „dotvářet profil socialistického člověka“ přehodnotili dějiny českého umění ve prospěch realistických tendencí. V expozici moderního umění byla zvláštní část vyhrazena „výtvarným dílům odrážejícím lidské drama, boj proti fašismu, neokolonialismu a antihumanismu“.
Nákupní komise nadále upřednostnila důsledný realismus, regionální autory a silnou společenskou angažovanost tvůrců – vesměs členů KSČ. Brehovszký již měsíc po svém nástupu do funkce realizoval mimořádný nákup v hodnotě 180 660 Kčs, mj. krajiny Eduarda Stavinohy, Raněného Arnošta Paderlíka, Vítězné mládí a Rudoarmějce Antonína Kalvody, Ženu z tržnice a Partyzána Rudolfa Svobody a portrétní plastiky Miroslava Pangráce. Podpora angažovaného umění měla konkrétní výsledky ve výstavních projektech Lidice 1942–1972 v Mánesu (1972), Současné realistické tendence ve výtvarném umění Středních Čech (1973) nebo Pozdrav Středočeské galerie sovětským letcům (Milovice, 1975). Za působení Brehovszkého byla v Nelahozevsi vystavena Lidická sbírka, která po výstavě v Mánesu a „roční výtvarné úkolové akci na téma Lidice“ (1974) byla doplněna o vybraná díla českých prorežimních umělců.
Po smrti V. Brehovszského byl na jeho místo roku 1976 jmenován malíř Josef Schlesinger, který galerii vedl do roku 1988 a nadále naplňoval program vytčený Brehovszkým. Pořádal družební výstavy socialistických zemí (Výtvarné umění Postupimského kraje NDR, 1983, Výtvarní umělci Moskevské oblasti SSSR, 1984) a výstavy k výročím VŘSR, "osvobození" Československa Sovětskou armádou nebo "Vítězného Února". Za jeho působení byly zřízeny expozice Willy Nowaka a Františka Jiroudka v Mělníku (1981), Václava Rabase v bývalé synagoze v Rakovníku (1982), Josefa Lady v Jemništi (1982), Karla Součka v Kladně (1985).
Do Nelahozevse byla na základě usnesení ÚV KSČ z roku 1973 přesunuta tzv. roudnická sbírka - soubor obrazů evropského umění 16.-18. století, pocházející z poválečné konfiskace Lobkowiczských sbírek. Od roku 1977 byla na zámku v Nelahozevsi pouze expozice starého umění. Stálá expozice českého umění 19. a 20. století byla přesunuta do Mladé Boleslavi (1982) a poté do zámku v Průhonicích (1984).
Roku 1988 byl ředitelem Středočeské galerie jmenován malíř Miroslav Hanák, který v říjnu 1989 rezignoval. Po listopadu 1989 se bývalí zaměstnanci v čele s normalizátorem Jiřím M. Boháčem pokusili převzít vedení galerie, ale pod veřejným tlakem nakonec kapitulovali.

### 1990–2009
Počátkem roku 1990 bylo poprvé místo ředitele obsazeno v konkursu. Od 1. června 1990 byl ředitelem Středočeské galerie jmenován Jan Sekera, předtím dlouholetý ředitel Galerie Benedikta Rejta v Lounech. Jeho tým spolupracovníků, v němž pracovali historikové umění Jan Kříž, Olaf Hanel, Alena Potůčková, Ivan Neumann a Richard Drury, byl postaven před nelehký úkol napravit dvacetiletou mezeru v nákupech moderního umění, zejména umělců, kteří proslavili české umění v 60. letech a během normalizace nesměli vystavovat a byli vyloučeni z galerií. Jejich tvorba získala mezinárodní renomé již v závěru 60. let a po roce 1990 se většinou stala finančně nedostupná.
Zámek Nelahozeves i sbírku starého umění roku 1992 získali v restituci původní vlastníci, rodina Lobkowiczů. Středočeská galerie po zrušení Krajských národních výborů přešla pod Ministerstvo kultury. Stala se znovu především galerií moderního umění, i když některá cenná díla starého umění, převedená počátkem 60. let z SSPPOPSK ve sbírce zůstala (Hans von Kulmbach, Giulio Romano). Aby se galerie distancovala od období normalizace, změnila roku 1993 název na České muzeum výtvarných umění v Praze. Galerii od navrácení zámku v Nelahozevsi citelně chyběl vhodný depozitář a prostory pro stálou expozici sbírky. V letech 1991-1995 využívala k výstavám křížovou chodbu Karolina a v letech 1994-2002 rekonstruovaný Dům U Černé Matky Boží.
Po odchodu Jana Sekery do důchodu se roku 2000 stal ředitelem Ivan Neumann a roku 2001 České muzeum výtvarných umění v Praze přešlo zpět pod správu Středočeského kraje. Pro své budoucí sídlo získalo bývalou Jezuitskou kolej v Kutné Hoře. Budova, postavená v letech 1667-1750, sloužila po zrušení jezuitského řádu od roku 1773 jako vojenská kasárna a vojenský špitál nepřetržitě až do roku 1998, kdy rozhodnutím vlády ČR získalo celý areál ČMVU. Roku 2002 bylo sídlo galerie v Husově ulici poničeno povodní a téměř ustala akviziční činnost, protože bylo nutné provést restaurátorsko-konzervátorské ošetření sbírek pro budoucí expozici v Kutné Hoře, digitalizaci fondu a připravit stěhování do nového depozitáře. Rekonstrukce Jezuitské koleje probíhala od roku 2004 až do 8. května 2010, kdy byla nová Galerie Středočeského kraje slavnostně otevřena.
Byly zde zřízeny depozitáře o ploše 1106 m² a výstavní prostory s celkovou plochou 3 189 m². Podle původní koncepce, kterou vypracovala Alena Potůčková, měla být v koleji zřízena stálá expozice Středočeské galerie.

### Po roce 2009
Roku 2009 byl Ivan Neumann z funkce odvolán a vedením galerie byl pověřen Jan Třeštík, který spolu s hlavním kurátorem Ondřejem Chrobákem změnil koncepci prezentace sbírek ve prospěch kurátorských a autorských projektů. Galerie aktivně prezentovala umění na středních školách prostřednictvím tzv. GASKtour, ale i organizováním sporných a odborníky kritizovaných návštěv laické veřejnosti přímo v depozitářích. Třeštík se roku 2010 rozhodl odejít a věnovat se galerii GATE v bývalém sídle Českého muzea výtvarných umění v Praze. Autorkou první stálé expozice, která dělila sbírky podle tří vývojových etap Středočeské galerie, s ohledem na data získání jednotlivých děl, byla Marie Bergmanová.
Roku 2011 byla Radou Středočeského kraje na doporučení odborné výběrové komise jmenována ředitelkou galerie Jana Šorfová. Jako hlavní kurátor galerie působí Richard Drury, který v letech 1992–2010 pracoval v Českém muzeu výtvarných umění v Praze jako kurátor sbírek grafiky, kresby a sochy a poté přednášel dějiny umění dvacátého století na Ústavu umění a designu Západočeské univerzity v Plzni. Richard Drury je rovněž autorem nové koncepce stálé expozice Stavy mysli / Za obrazem (2014). Ta za neotřelý přístup získala v roce 2015 prestižní ocenění v národní soutěži Gloria musaealis jako Muzejní výstava roku. Nová expozice Stavy mysli / Za obrazem – obměny a intervence (2018-2020), ke které vyšel katalog, je obměněna a aktualizována intervencemi současného umění.
Roku 2024 vznikla jako výsledek široké týmové spolupráce odborné sekce galerie nová dlouhodobá expozice s názvem Labyrintem, volně inspirována knihou Tisíc tváří hrdiny amerického religionisty a etnologa Josepha Campbella. V tematicky koncipovaném výběru prací ze všech oblastí umění se představují známá díla v dialogu s galerijními nákupy z posledních deseti let.

## Sbírka GASK
V březnu 1964 bylo do Středočeské galerie převedeno 2821 děl ze Střediska státní památkové péče a ochrany přírody Středočeského kraje (SSPPOPSK) (v hodnotě kolem 6 000 000 Kčs) a roku 1965 celkem 1 662 uměleckých předmětů (obrazy, sochy, kresby, grafika) z Národní galerie, které pořídila v předchozích letech její komise pro výkup starožitností.
Základ sbírky tvoří díla získaná díky prozíravé koncepci prvních ředitelů Suchomela a Kohoutka v průběhu šedesátých let. Bohatá a ucelená kolekce českého moderního umění z doby před válkou a z válečného období dobře dokumentuje tehdejší umělecký vývoj. Jsou v ní zastoupena díla Sociální skupiny (Holý, Holan, Kotík), krajinářů Umělecké besedy (Rabas, Rada, Boháček), neoklasicismu (Zrzavý, Kubín, Justitz, Kars), krajinářské školy O. Nejedlého, avantgardní abstrakce (Foltýn) i solitérů jako byli Z. Sklenář, F. Muzika, V. Sychra, F. Tichý, K. Černý, V. Bartovský nebo Jan Bauch. Vrcholem jsou díla meziválečné avantgardy a soubor imaginativního umění 30. let s ozvěnami lyrického kubismu (Wachsman), artificialismu (Štyrský, Toyen) a lyrismu (Šíma, Bauch, Tittelbach). Surrealismus zastupují Štyrský, F. Janoušek i autoři, kteří z něj vyšli a později byli zakladateli významného uskupení 40. let, Skupiny 42 (Zívr, Hudeček, Gross). Kvalitně jsou zastoupeni i ostatní členové Skupiny 42 (J. Kotík, Lhoták, Matal, Smetana, Souček) a další dvě nejvýznamnější skupiny umělců 40. let, které přispěly k formování základů existenciálního pojetí humanistické estetiky českého umění - Skupina Ra (Tikal, Istler, Lacina, Zykmund) a skupina Sedm v říjnu (Hejna, Liesler, Jiroudek, Paderlík).
Galerie od svého založení sledovala mimořádně bohatou výtvarnou scénu české poválečné moderny od přelomu 50. a 60. let až do konce 60. let, kdy byla její činnost násilně přerušena sovětskou okupací. Nákupy od žijících umělců v průběhu 60. let se podařilo vytvořit reprezentativní kolekci členů nově vzniklých skupin Trasa, Máj 57, UB 12 a Etapa, malířská a sochařská díla vyjadřující existenciální pocity z konce 50. let (Jitka a Květa Válovy, Sekal, Zoubek) a získat některá významná díla českého informelu (Boudník, Valenta, Veselý, Balcar, Medek) a skupiny Šmidrů (Koblasa, Nepraš, Dlouhý, Vožniak). Ve sbírce jsou zastoupena i díla geometrické abstrakce a autorů ze skupiny Křižovatka (Fremund, Malich, Sýkora, Slavík, Mirvald).
V 60. letech galerie získala sochy a objekty Vladimíra Janouška, Věry Janouškové, Karla Nepraše, Aleše Veselého, Stanislava Kolíbala, Františka Pacíka, Huga Demartiniho, Ladislava Zívra a obrazy Jiřího Valenty, Jiřího Balcara, Bedřicha Dlouhého, Josefa Istlera, Jiřího Johna, Jana Kotíka, Zdeňka Sklenáře, Jitky a Květy Válových, Čestmíra Kafky, Václava Boštíka, Jana Smetany a grafické listy sester Válových a Vladimíra Boudníka. Sbírka byla obohacena o významná díla autorů předválečné moderny (Bauch, J. Čapek, Foltýn, Filla, Hejna, K. Holan, Kars, Kubín, Šíma, Špála, Štyrský, Tikal, Tittelbach, Toyen, Wachsman).
Okupace v srpnu 1968 a následná normalizace přerušila koncepční výstavní i akviziční program Středočeské galerie na dvacet let. V následujícím období se tak do sbírek dostala např. Pionýrka nad Mladou gardou (1951) Miroslava Pangráce, díla Karla Součka, Josefa Brože, Adolfa Zábranského, Františka Jiroudka nebo Jana Čumpelíka (v 50. letech autora obřího obrazu Díkůvzdání československého lidu generalissimu J. V. Stalinovi) i dalších prorežimních angažovaných výtvarníků (Kolumek, Svoboda, Krybus) a regionálních malířů (Suchý, Schlesinger, Štolovský).
Nejvýznamnějším obohacením sbírky z doby normalizace je kolekce umění z konce 19. a přelomu 19. a 20. století, nakoupená převážně ze soukromých sbírek. V tehdejší nákupní komisi prošla pouze krajinářská tvorba z přelomu století a sbírka byla obohacena o díla Julia Mařáka, Otakara Lebedy, Aloise Kalvody, Františka Kavána, Antonína Slavíčka, Václava Radimského, Stanislava Lolka, Hugo Boettingera, Václava Jansy, Miloše Jiránka, Václava Rabase, ad.
Tehdejší režim považoval za ideologicky nezávadná rovněž díla Vojtěcha Hynaise, Beneše Knüpfera, Luďka Marolda, Maxmiliána Pirnera, Jana Konůpka, Jaroslava Panušky, Josefa Schussera, Viktora Olivy, Josefa Lady, Otakara Nejedlého, Jana Preislera, Karla Špillara, Jakuba Schikanedera, Tavíka F. Šimona, sociální umění Josefa Multruse a sochy Jaroslava Horejce, J. Mařatky, L. Šalouna, S. Suchardy, Jana Štursy, Vincence Vinglera nebo sbírky grafických listů Vojtěcha Preissiga a Františka Kupky.
Přerušení kontinuity v nákupech moderního umění se po roce 1989 již nepodařilo napravit, protože díla většiny autorů se až na výjimky stala cenově nedostupná. Některá díla byla zakoupena z rozsáhlých retrospektivních výstav, které galerie pořádala, přímo od autorů nebo od soukromých sběratelů (Alén Diviš, Alena Kučerová, Rudolf Němec, Jiří Kornatovský, Jiří Sopko, Jan Steklík, Zdeněk Sýkora, Adriena Šimotová). Do sbírek byly zařazeny dvě silné generace výtvarníků 70. let (Volné seskupení 12/15 Pozdě, ale přece) a konce 80. let (Skupina Tvrdohlaví), které dominovaly na výtvarné scéně po pádu komunistického režimu.
Významná část rozsáhlého souboru byla během jediného roku profesionálně zdokumentováno, ošetřena nebo zrestaurována a více než 400 děl postupně publikováno na portálu GASK Sbírky online (https://sbirky.gask.cz/), který zprostředkovává informace o sbírkových předmětech odborníkům i milovníkům umění z řad laické veřejnosti.

### Vybraná díla sbírky GASK

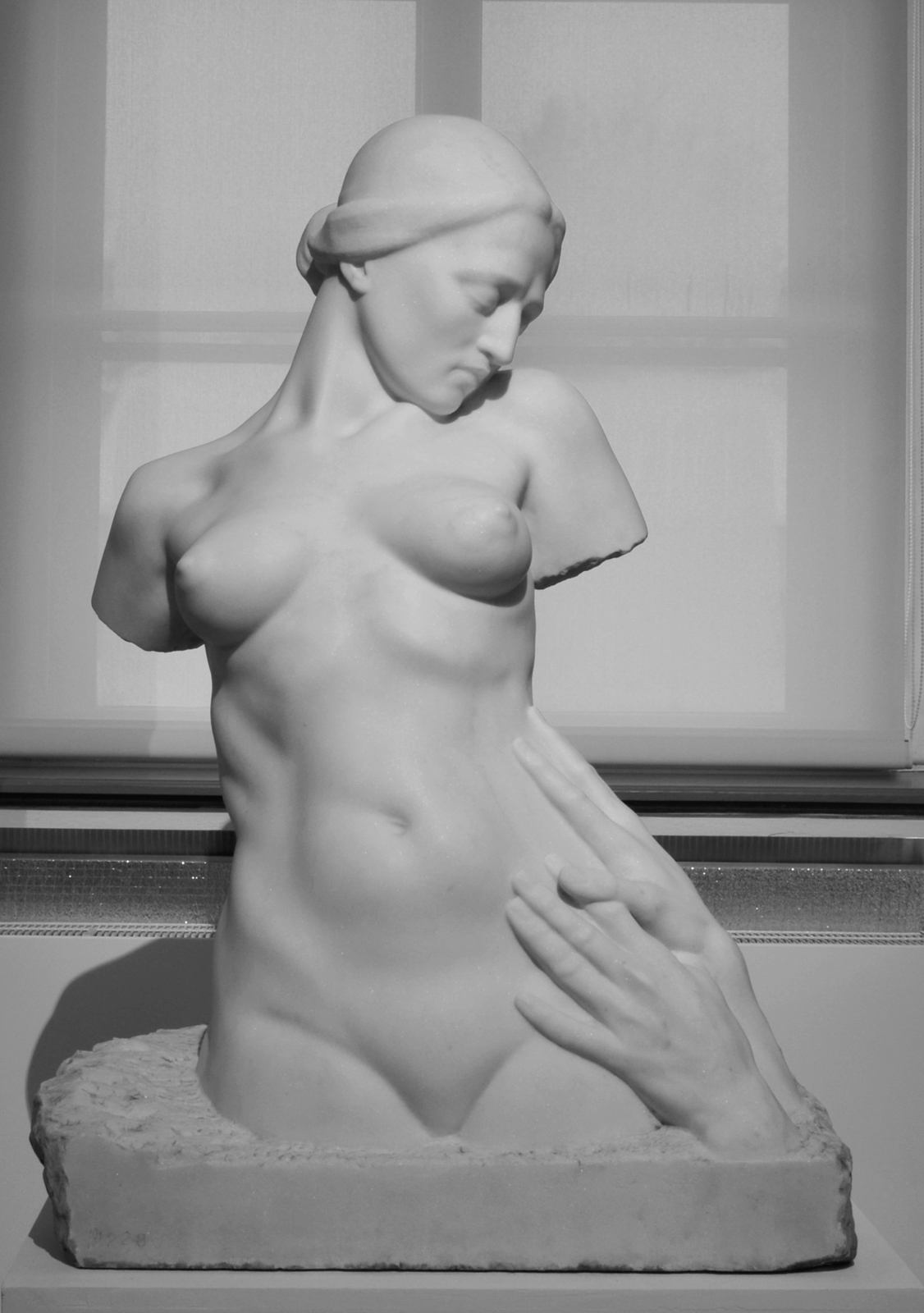
Ladislav Šaloun, Dotek osudu (1924)
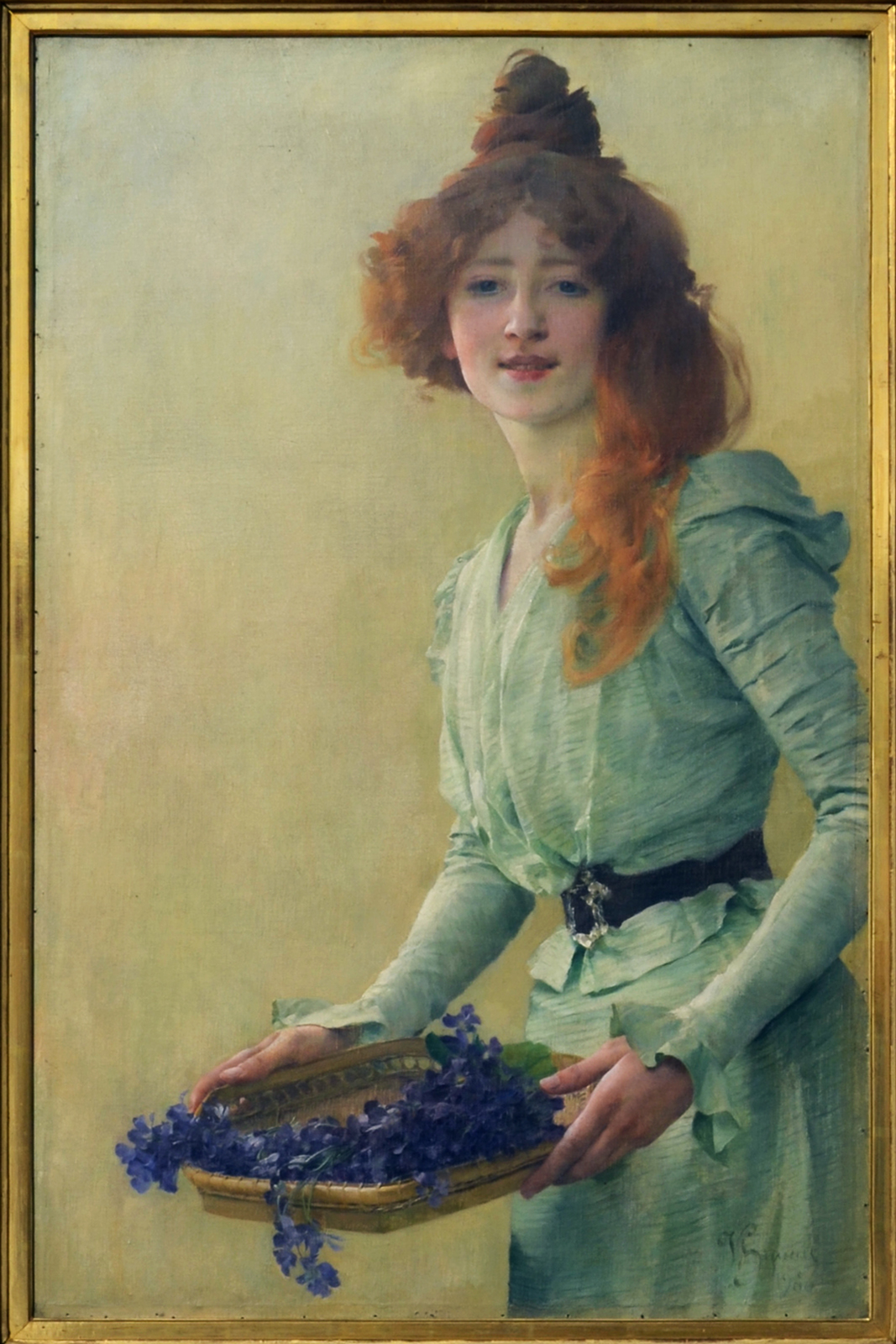
Vojtěch Hynais, Žena s fialkami (1900)
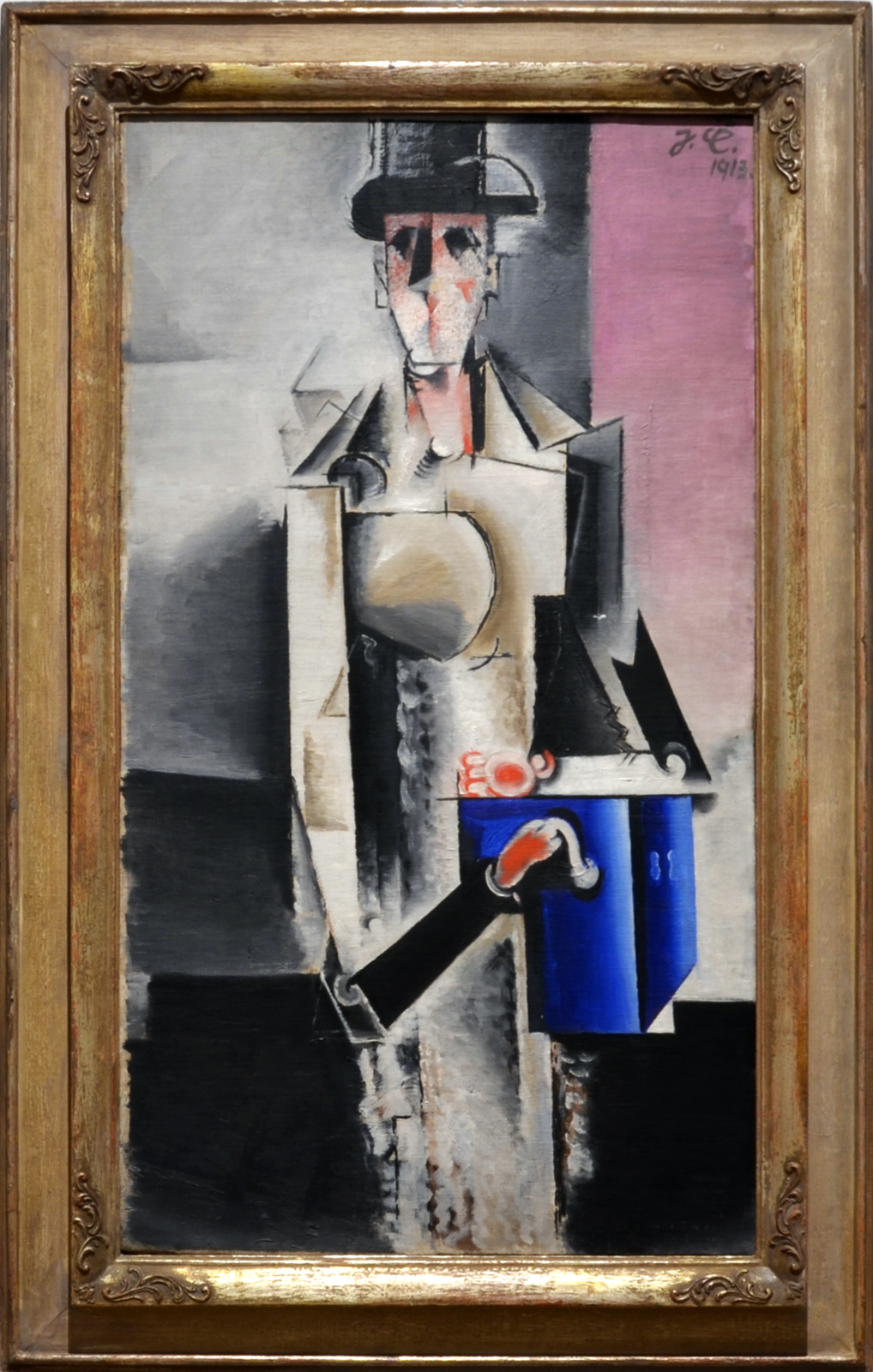
Josef Čapek, Kolovrátkář (1913)
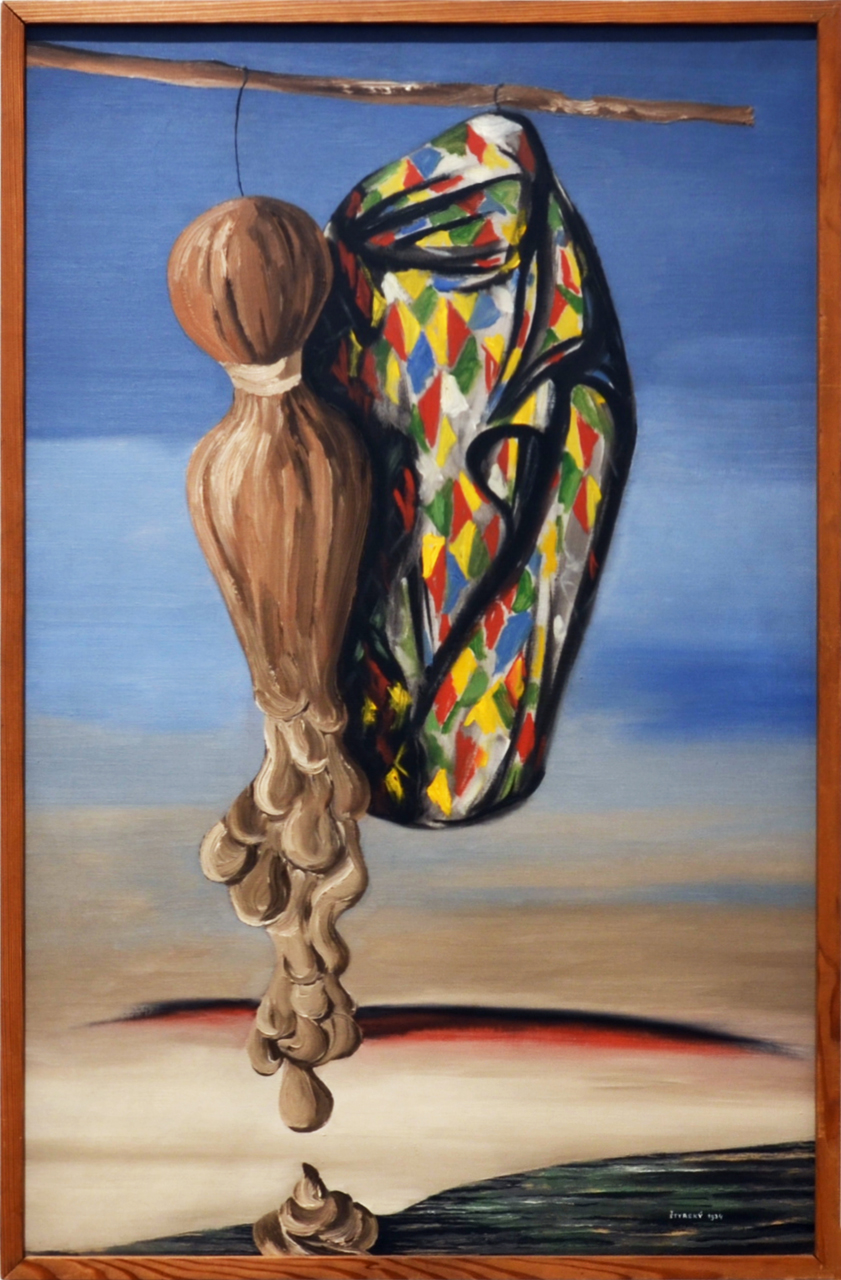
Jindřich Štyrský, Člověk nesený větrem (1934)
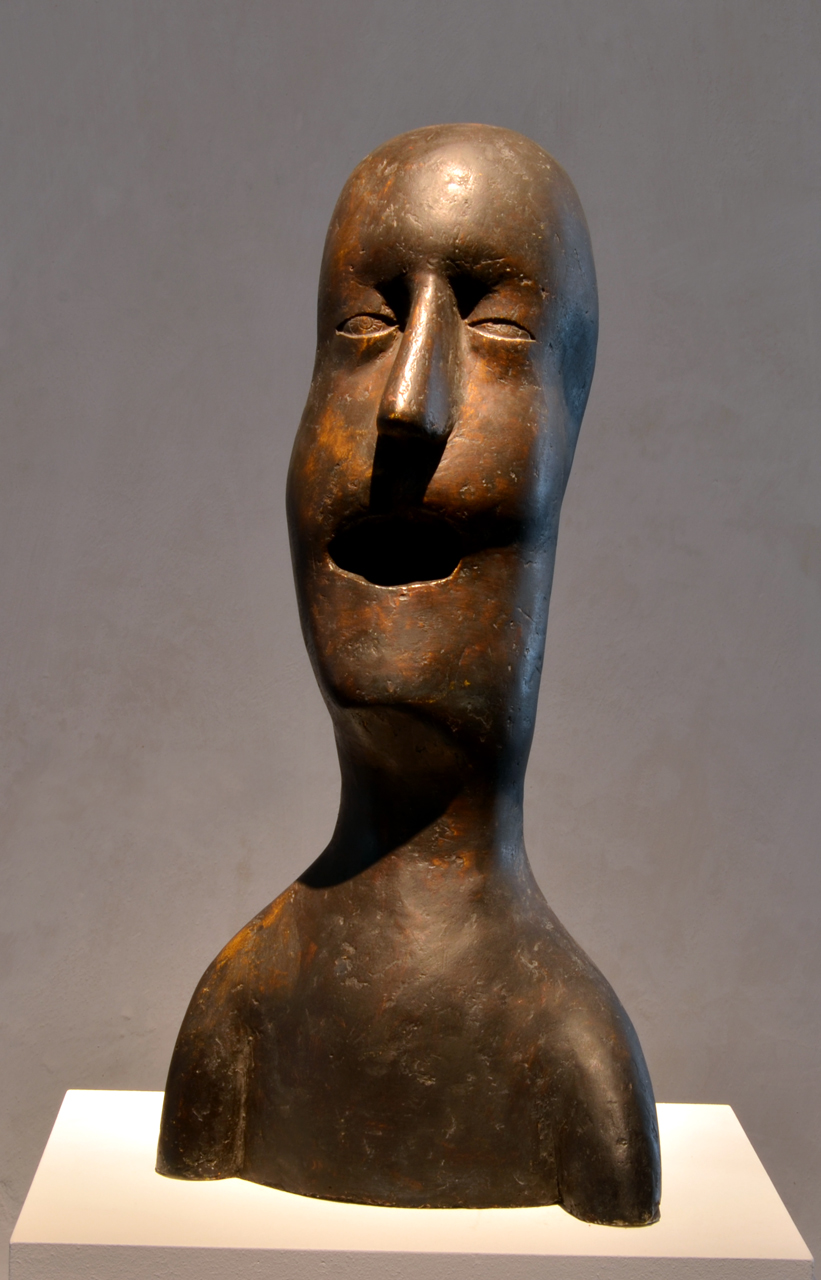
Zbyněk Sekal, Křičící hlava (1957)
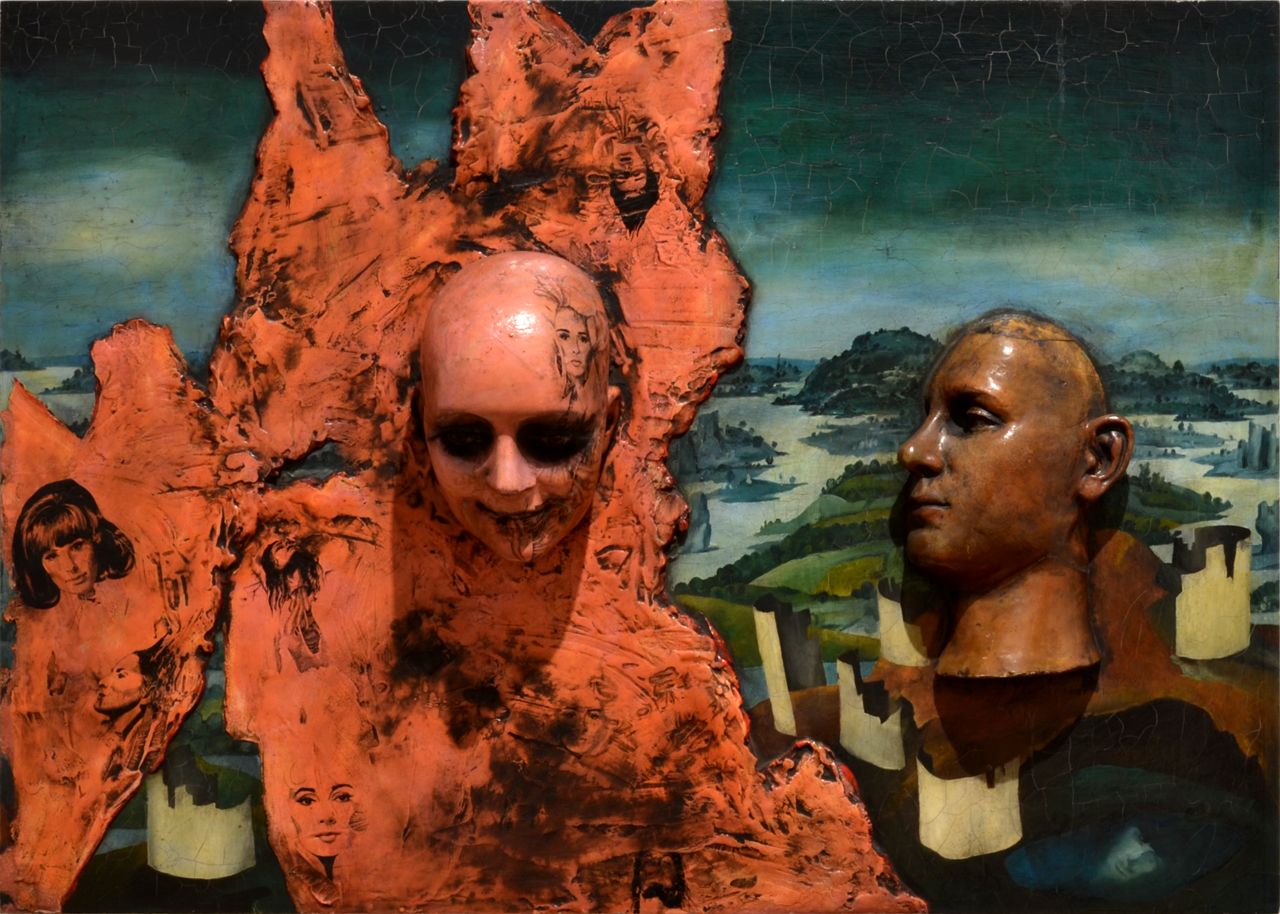
Jaroslav Vožniak, Milenci (1965)
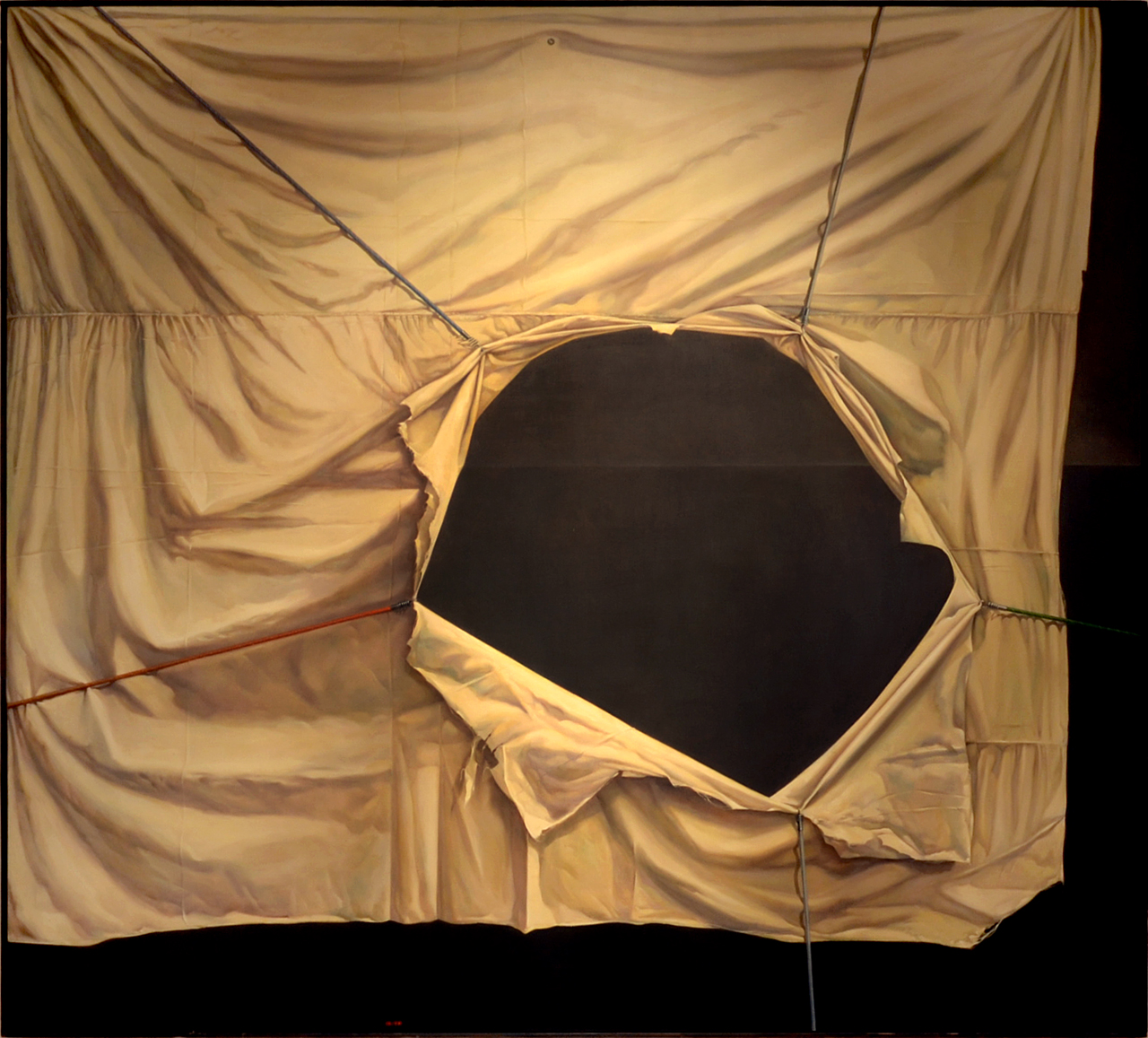
Theodor Pištěk, Český horizont (1979)
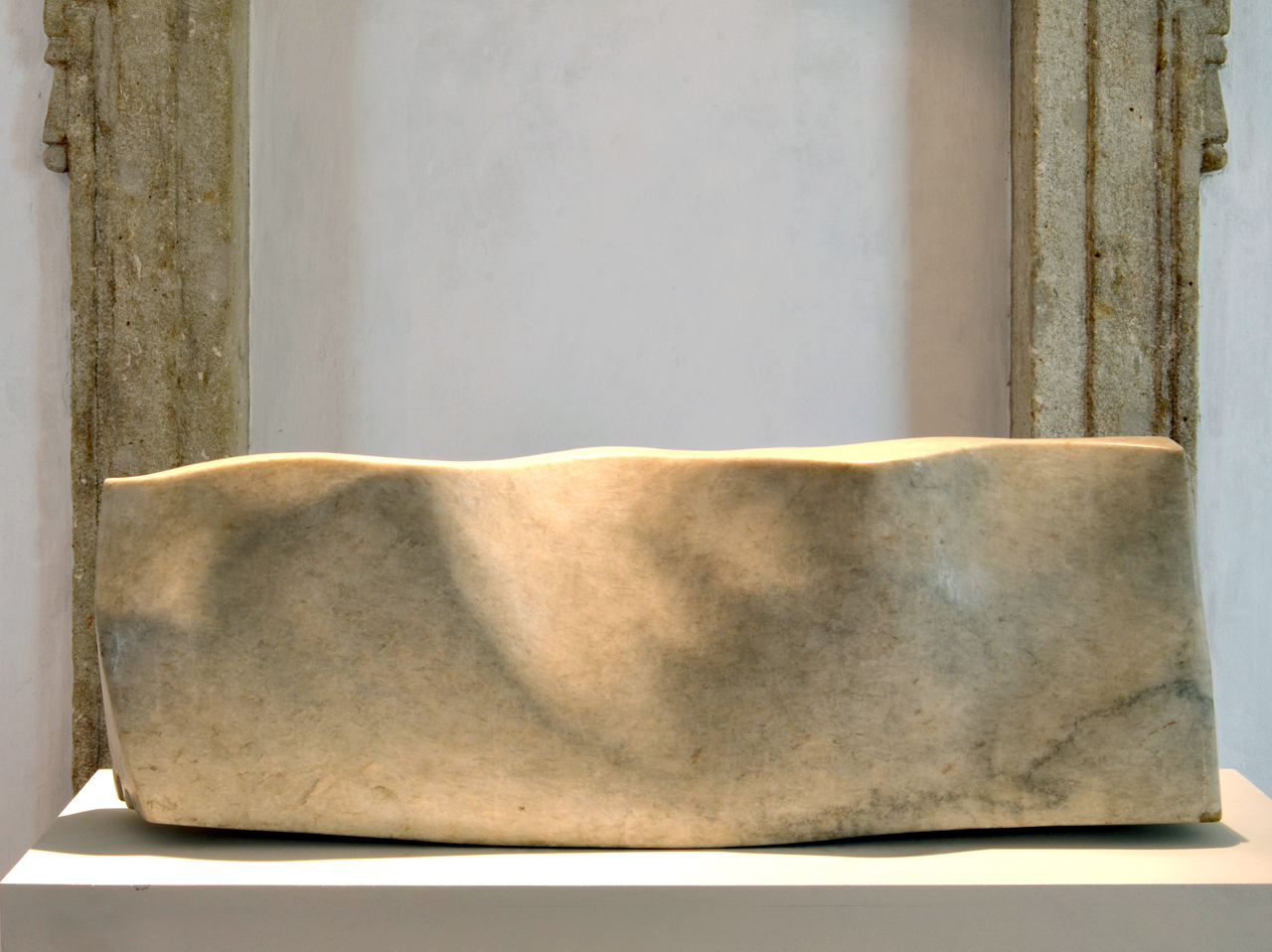
Jiří Seifert, Zavlnění, mramor (1992)
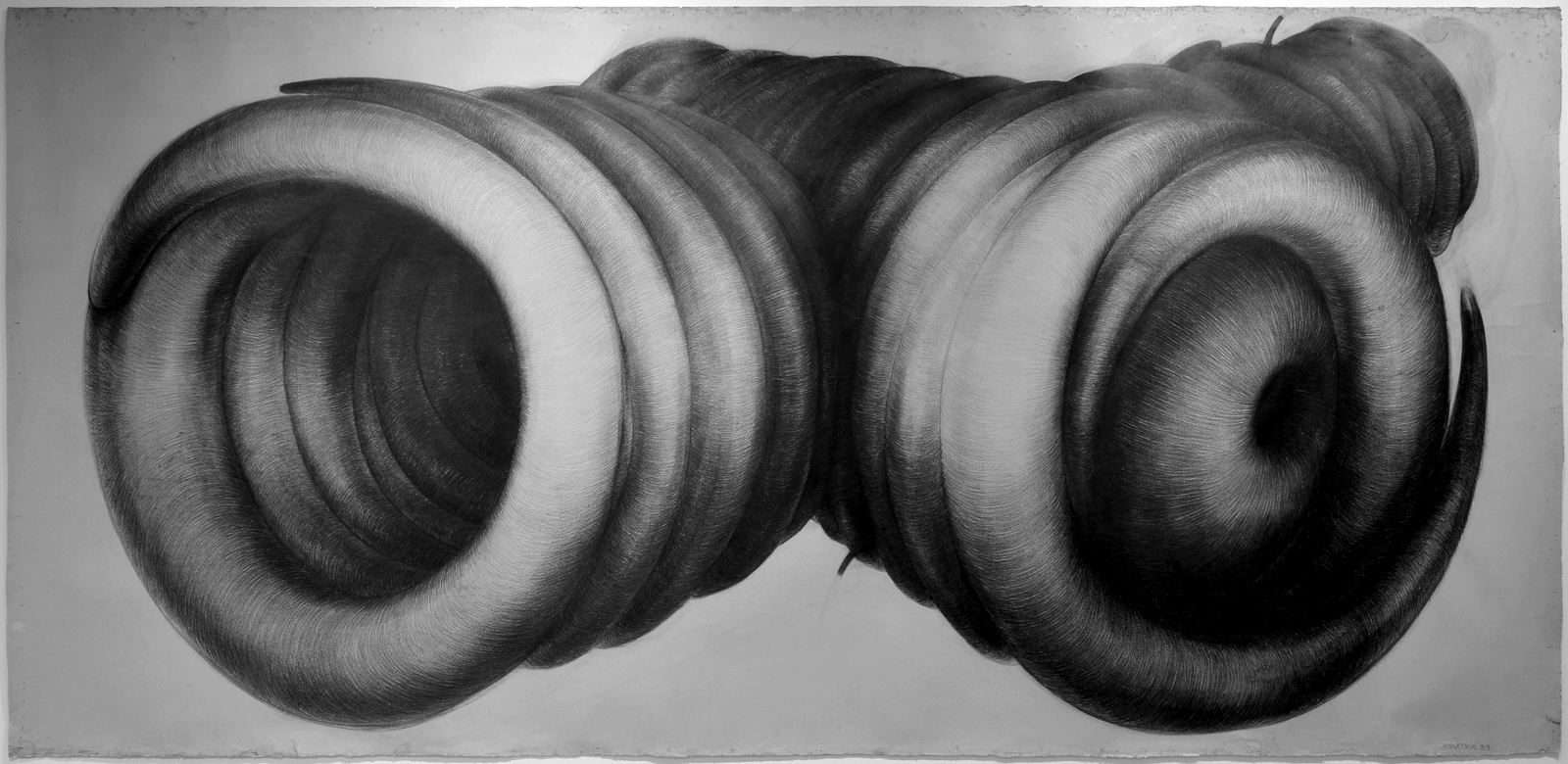
Jiří Kornatovský, Zapomeň na všechno, uhel na kartonu (1990-1997)

### Vydané publikace (výběr)
- Emil Filla: Archiv umělce, ed. Tomáš Winter, 256 s., UDU AV, Galerie Středočeského kraje (GASK), Kutná Hora 2010, ISBN 978-80-7056-158-4
- Alfons Mucha: Tváře / Faces, text Wittlich Petr, 65 s., Galerie Středočeského kraje (GASK), Kutná Hora 2010, ISBN 978-80-7056-164-5
- Jiří Fajt, Europa Jagellonica 1386-1572, umění a kultura ve střední Evropě za vlády Jagellonců: průvodce výstavou, Galerie Středočeského kraje 2012, ISBN 978-80-7056-172-0
- Stavy mysli: Za obrazem / States of Mind: Beyond the Image: Stálá expozice GASK - Galerie Středočeského kraje / Permament Exhibition of GASK - Gallery of the Central Bohemian Region, (text Bartoň David, Brikcius Eugen, Drury Richard Frederick, Höschl Cyril, Šorfová Jana), 208 s., Galerie Středočeského kraje (GASK), Kutná Hora 2014, ISBN 978-80-7056-185-0
- Severní křídlo: K obnově jezuitské koleje v Kutné Hoře, Hájek Jan, Švácha Rostislav, 78 s., Galerie Středočeského kraje (GASK), Kutná Hora 2014, ISBN 978-80-7056-183-6
- Daniela Vinopalová, Monika Immrová: Socha / Sculpture, Primusová Adriana, 20 s., Galerie Středočeského kraje (GASK), Kutná Hora 2015, ISBN 978-80-7056-192-8
- Adriana Primusová (ed.), Tváře expresionismu (1905-1925): Slovinsko – Čechy – Německo, Galerie Středočeského kraje 2019

### Výstavy
- Přehled výstav do roku 2009 je uveden v heslu České muzeum výtvarných umění v Praze.
- Výstavy GASK v Kutné Hoře od roku 2009 uvádí podrobně [34]